# Кинематограф Люксембурга
Киноиндустрия в Люксембурге довольно небольшая, что неудивительно для страны с населением 576 000 человек. Тем не менее, большое количество фильмов было создано в Люксембурге или при его участии как люксембургскими, так и кинематографистами других стран.
Первый фильм люксембургского производства был снят в 1907 году, это была документальная Ein Besuch in der Champagnerfabrik Mercier. Большинство фильмов Люксембурга снималось в сопроизводстве с компаниями из других стран. С начала 1990-х во многих таких фильмах снимались популярные актёры: Джон Малкович, Николас Кейдж, Аль Пачино и другие.
В 1989 году правительство Люксембурга выделило 15 миллионов LUF (около 372 тысяч евро) на производство фильма Schacko Klak. Это стало знаковым событием для люксембургского кинематографа.
Основанная в 1989 году организация Centre national de l'audiovisuel (CNA) хранит все фильмы созданные в или при участии Люксембурга, а также телепрограммы производства RTL Télé Lëtzebuerg, центрального телеканала Люксембурга.
В 1990 году был основан Люксембургский кинофонд.
В 1997 году CNA, Film Fund Luxembourg и Union Luxembourgeoise de la Production Audiovisuelle создали программу «Films made in Luxembourg», целью которой является дистрибуция на видео документальных фильмов о Люксембурге и игрового кино Люксембургского производства.
Крупными люксембургскими кинокомпаниями являются Delux Productions, The Carousel Film Company, Film Fund Luxembourg, Iris Productions и другие.